# Signaal van Botrange
Het Signaal van Botrange (Frans: Signal de Botrange) in de Hoge Venen is met 694 meter boven TAW (of 692 meter boven NN of NAP) het hoogste punt van België. De topografische prominentie bedraagt ongeveer 120 meter. De dominantie bedraagt 32,47 kilometer. De dichtstbijzijnde hogere top is namelijk de Schwarzer Mann in Duitsland, gelegen op die afstand.
In 1804 bouwde de Franse kolonel Tranchot een eerste houten toren voor landmeetkundige metingen. In 1899 werd deze door de Duitsers vervangen door een houten toren van 30 m hoog om de grens met België te bewaken. De toren verdween in 1925 om in 1934 plaats te maken voor het huidige complex. 
Botrange in de gemeente Weismes werd na de Eerste Wereldoorlog Belgisch gebied als deel van de Oostkantons. Tot die tijd was de grenspost Baraque Michel het hoogste punt van België. Koning Albert I liet zijn nieuwe grondgebied onmiddellijk opmeten. Om die landmetingswerken mogelijk te maken bouwde de militaire gouverneur Herman Baltia in 1923 op de hoogste plek, een signaal zoals dat heet in geografische termen, een 6 meter hoge constructie, bereikbaar via een trap (zie foto). Zo kwam België toch aan de magische hoogte van 700 meter.
In 2010 was er een korte discussie dat de Weisse Stein in Mürringen het hoogste punt van België zou zijn, omdat Google Earth er een waarde van 701 meter aangeeft. Het NGI heeft ter plekke bepaald dat de hoogte van Weisse Stein maximaal 693,3 m TAW is. Er is verschil omdat Google Earth een lager referentievlak gebruikt.
Vlakbij ligt Natuurparkcentrum Botrange, een deel van het Natuurpark Hoge Venen-Eifel.

## Afbeeldingen

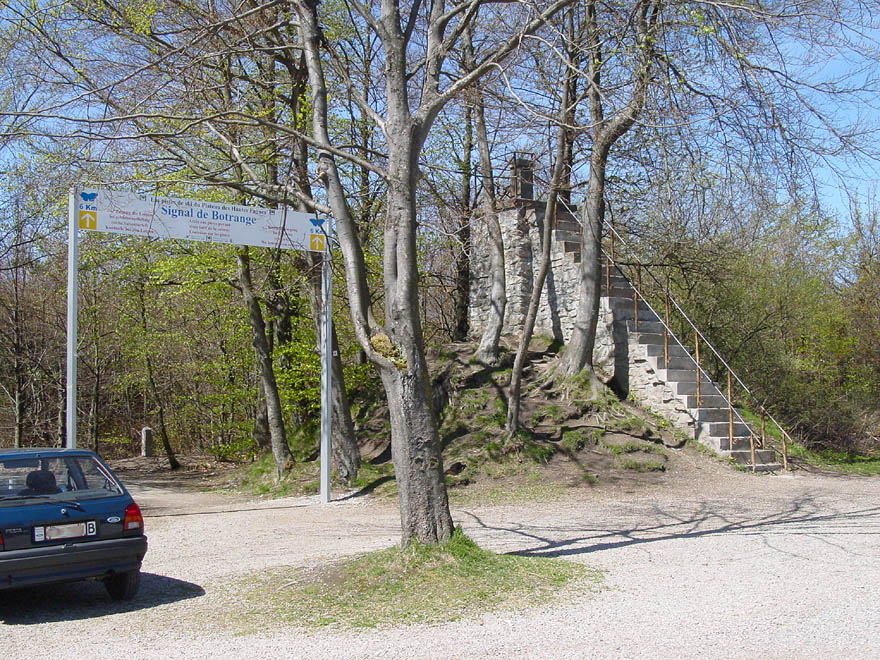
De begroeide heuvel in 2003
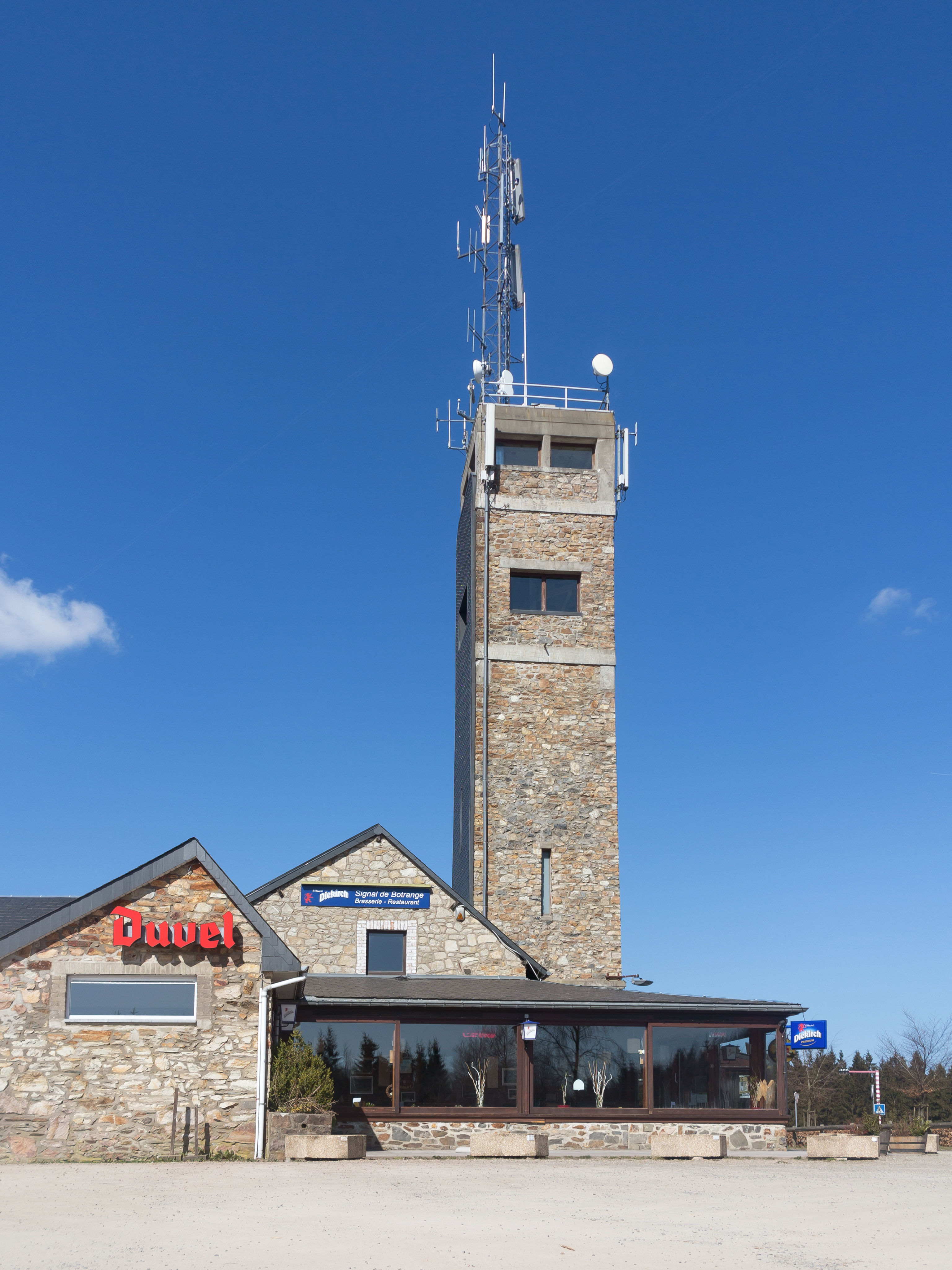
Communicatiemast boven op de Botrange
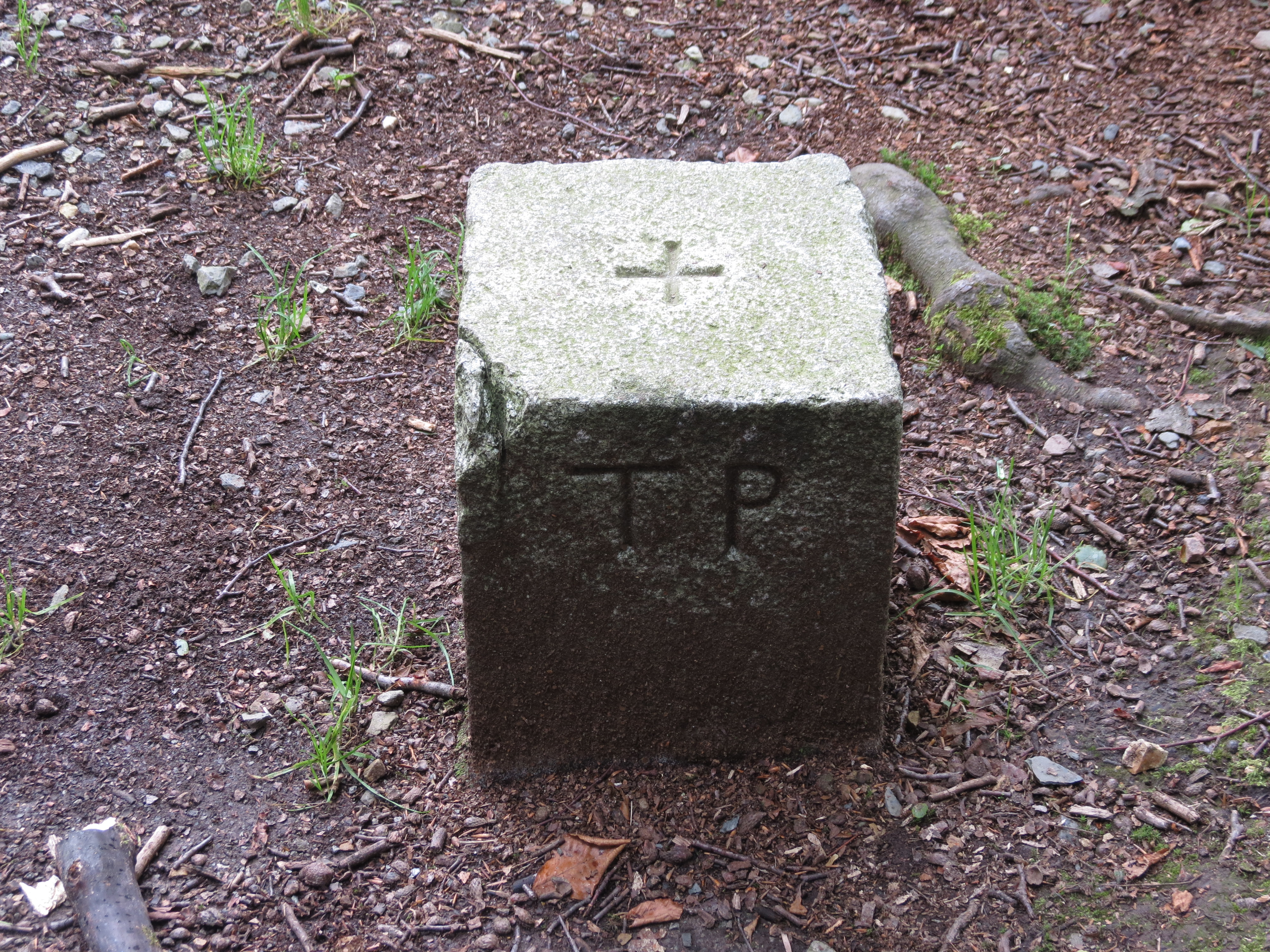
Pruisische triangulatiesteen op 694 m hoogte volgens TAW en 692 m hoogte volgens NN of NAP